# Zofia Karczewska-Markiewicz

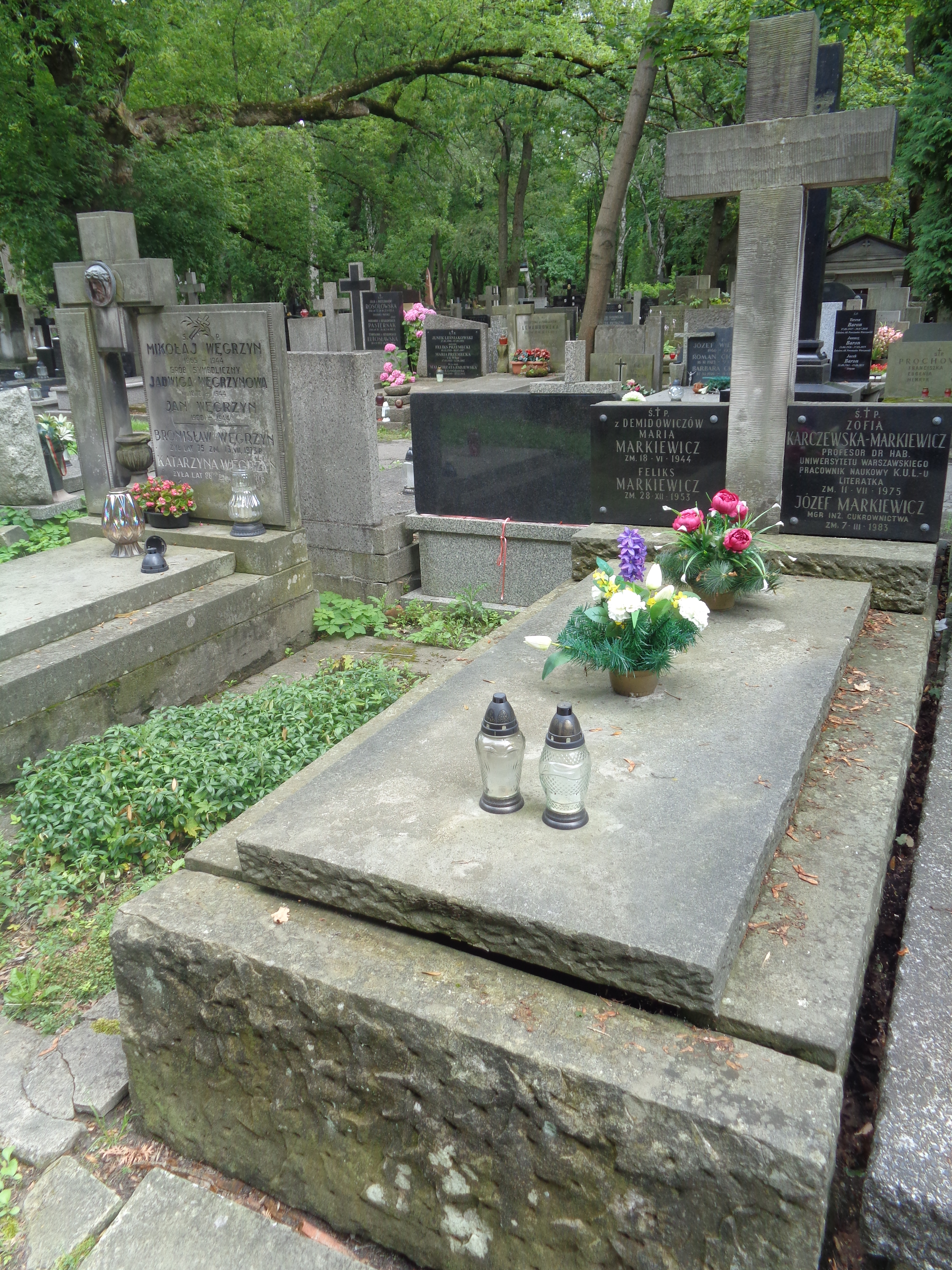
Grobowiec na warszawskich Powązkach

Zofia Karczewska-Markiewicz (ur. 14 maja 1911 w Pleszewie, zm. 11 lipca 1975 w Warszawie) – polska pisarka, krytyk teatralny, tłumaczka, romanistka.
Od 1973 roku była profesorem na Uniwersytecie Warszawskim, gdzie była organizatorką i kierowniczką Katedry Iberystyki. Pisała monografie m.in. Lopego de Vega (1958), Romaina Rollanda (1964), Pedra Calderóna de la Barca (1970). Dokonywała też przekładów z języka francuskiego (m.in. sztuk Rollanda) i hiszpańskiego oraz publikowała opracowania krytyczne.